# Nemognathinae
Sous-famille
Les Nemognathinae sont une sous-famille d'insectes coléoptères de la famille des Meloidae.

## Systématique
La sous-famille des Nemognathinae a été décrite par l’entomologiste français Francis de Laporte de Castelnau en 1840.

### Taxinomie
Liste des tribus
- Horiini
- Nemognathini
- Sitarini

Genres rencontrés en Europe
- Apalus Fabricius 1775
- Cochliophorus Escherich 1891
- Ctenopus Fischer von Waldheim 1824
- Euzonitis Semenov 1893
- Leptopalpus Guérin de Méneville 1844
- Nemognatha Illiger 1807
- Sitaris Latreille 1802
- Sitarobrachys Reitter 1883
- Stenoria Mulsant 1857
- Stenodera Eschscholtz 1818
- Zonitis Fabricius 1775